# الشركة الوطنية للصناعة
الشركة الوطنية للصناعة هي شركة سعودية رائدة في مجال صناعة منتجات التعبئة والتغليف ومواد البناء، وتصنف ضمن أكبر 100 شركة سعودية. تأسست في عام 1972. يقع مركزها الرئيسي في المدينة الصناعية الثانية في مدينة الرياض. بينما تقع مصانعها في أنحاء المملكة العربية السعودية والخليج. تأسست الشركة الوطنية للصناعة على يد الشيخ سليمان بن عبدالعزيز الراجحي.

## التاريخ
الشركة الوطنية للصناعة  هي إحدى الشركات التابعة لمجموعة أوقاف الشيخ سليمان بن عبدالعزيز الراجحي ويتمثل نشاط الشركة في مزاولة الأعمال الصناعية والتجارية وتوفير الخدمات ذات العلاقة بنشاطاتها وإدارتها وتشغيلها وتجارة الجملة والتجزئة فيما يتعلق بمنتجات الشركة مثل المواد الورقية والمعدنية والبلاستيكية بأنواعها وفي مواد البناء مثل الطوب الأحمر والمواد العازلة والأنابيب البلاستيكية وغيرها وخدمات التصدير.

### نشاط الشركة
يتمثل نشاط الشركة بالصناعات التحويلية، وإنتاج مواد التعبئة والتغليف ومواد البناء هو صلب نشاطها حيث تهدف إلى توفير احتياجات قطاعات الأمن الغذائي والصناعة والبناء والتشييد في المملكة وتملك حالياً 10 مصانع في الرياض وجدة ودبي ومسقط، وتستخدم الشركة في إنتاجها أحدث الخطوط الإنتاجية، وقد حازت كافة المصانع العائدة لها على شهادات الأيزو والجودة والاعتماد من الهيئات المحلية والعالمية المتخصصة في مجالات الجودة والبيئة والصحة والسلامة المهنية.

### تاريخ الشركة
- عام 1972م: تم إنشاء المصنع الوطني للمواد الغذائية (الواحة)
- عام 1976م: تم إنشاء مصنع بلوك الوطنية لإنتاج الطوب الأحمر الفخاري في الحائر
- عام 1976م: تم إنشاء مصنع الوطنية لصناعة الأوعية في الرياض
- عام 1981م: تم إنشاء مصنع الرياض للكرتون لصناعة الكرتون المضلع في الرياض
- عام 1982م: تم إنشاء مصنع بلاستيك الوطنية في الرياض
- عام 2000م: تم إنشاء مصنع الوطنية لصناعة الأوعية في جدة
- عام 2004م: تدشين مصنع الوطنية للمنتجات الورقية في جدة
- عام 2005م: تم إنشاء مصنع الأغطية العالمية (كابكس) في دبي [4][5]
- عام 2011م: تحولت الشركة إلى أوقاف ضمن وقف الشيخ سليمان الراجحي [6]
- عام 2015م: إنشاء مصنع جديد للطوب الأحمر الفخاري في محافظة ضرما
- عام 2017م: توسعة جديدة لمصنع الوطنية للمنتجات الورقية في جدة تُعد هي الأكبر في منطقة الشرق الأوسط وشمال أفريقيا [7][8][9]

## القطاعات الصناعية

### القطاعات الصناعية الحالية
- التعبئة والتغليف
- مواد البناء

### القطاعات الصناعية الجديدة
- الطاقة والمنتجات الكيميائية
- المنتجات الطبية الاستهلاكية
- قطع الغيار والآلات

### المصانع التابعة
- بلاستيك الوطنية
- الوطنية للمنتجات الورقية
- الوطنية لصناعة الأوعية
- الأغطية العالمية (كابكس)
- بلوك الوطنية
- الوطنية الخليجية للمنتجات الورقية [10]

## المنتجات
- منتجات التشكيل الحراري
- منتجات الحقن والتشكيل بالنفخ
- منتجات الفيلم الصناعي.
- منتجات أنابيب البي في سي وأنابيب البي بي آر وألواح العزل الحراري
- منتجات الكرتون المضلع
- منتجات أطباق البيض
- منتجات علب المواد الغذائية المعدنية
- منتجات علب الطلاء المعدنية
- منتجات علب الزيت والتشحيم المعدنية
- منتجات علب البخاخات والمعطرات المعدنية
- منتجات الأغطية المعدنية للعبوات الزجاجية
- منتجات أغطية الألمنيوم
- منتجات أغطية سهلة الفتح
- منتجات أغطية الألمنيوم الغشائية سهلة الفتح
- منتجات الطوب الأحمر الفخاري